# Tinea croniopa
Tinea croniopa is een vlinder uit de familie van de echte motten (Tineidae). De wetenschappelijke naam van de soort werd in 1934 gepubliceerd door Edward Meyrick. De soort werd beschreven van het eiland Taiwan.